# 東京大学駒場地区キャンパス
座標: 北緯35度39分36.4秒 東経139度41分4.8秒 / 北緯35.660111度 東経139.684667度

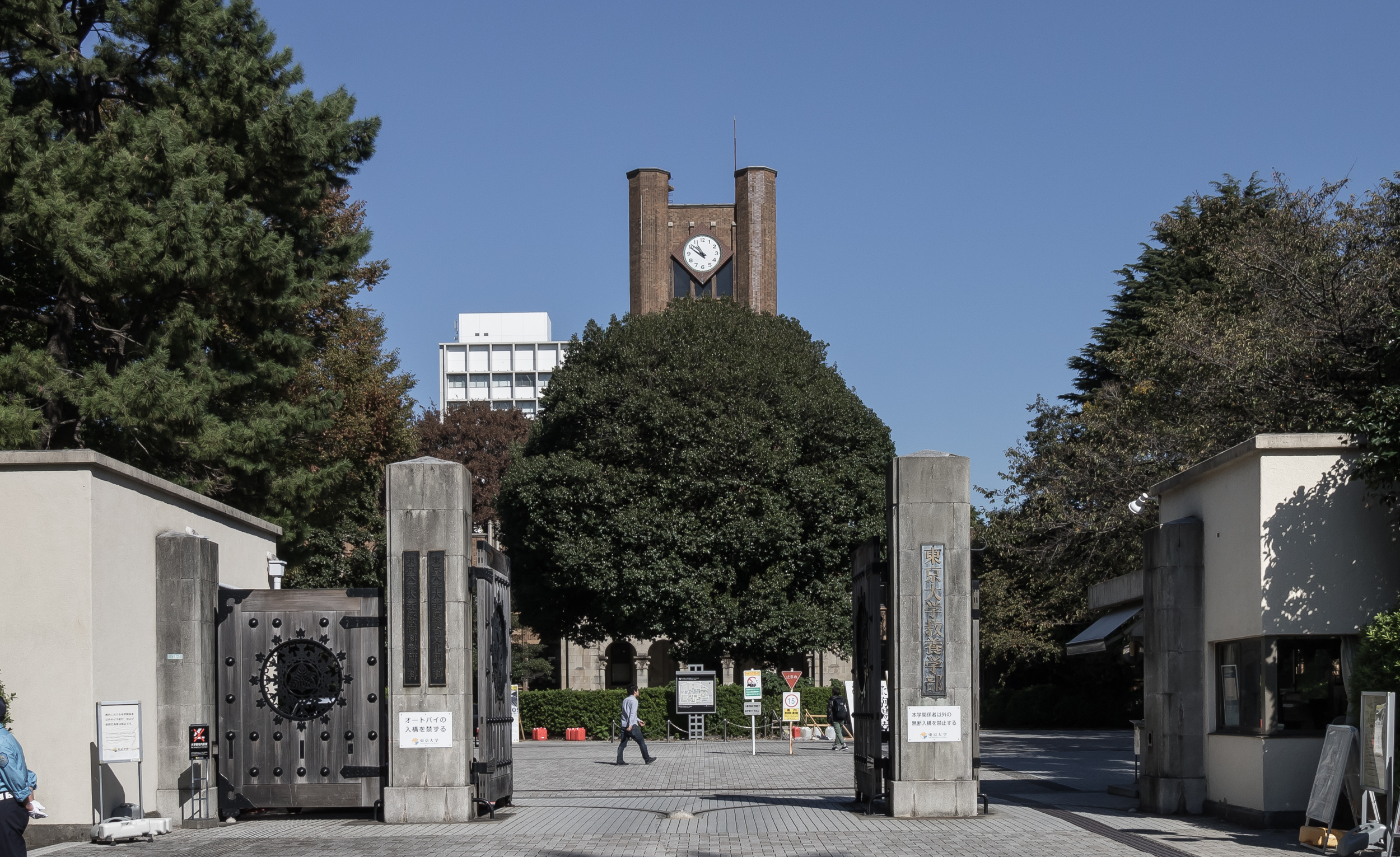
駒場Iキャンパス正門

東京大学 駒場地区キャンパス（とうきょうだいがく こまばちくキャンパス）は、東京都目黒区駒場に所在する東京大学のキャンパスで、本郷地区キャンパス、柏地区キャンパスに並ぶ規模である。「駒場キャンパス」や「駒場」など俗称される。

## 概要
駒場I、駒場IIの2キャンパスで構成される。駒場IIキャンパスは大学院生のほかは少なく、「駒場キャンパス」は駒場Iキャンパスのみを指すことが多い。「駒場」は「東大駒場騒動」など東京大学教養学部の代名詞としても用いられる。

## 歴史
元来は現在の東京大学農学部の前身である駒場農学校の校地であった。1935年に農学部は向ヶ丘の第一高等学校 (旧制)と校地を交換して移転し、代わって移転してきた旧制一高は、新制東京大学に包括されて廃止されるまで当地を校地とした。新制大学移行により、旧制一高に代わり東京大学教養学部が当キャンパスに設置された。
一高の駒場移転以前の1926年、東大校地に隣接した侯爵前田利為の邸宅（現在の東京大学「懐徳館」付近に所在）も、東京大学と敷地を交換して駒場の農学部農場跡地に移転した。この地に新しく建てられた前田邸は、1967年に東京都駒場公園として公開された。

## 駒場Iキャンパス
使用学部
教養学部（前期課程・後期課程）、理学部数学科
使用研究科
総合文化研究科、数理科学研究科
使用附属施設

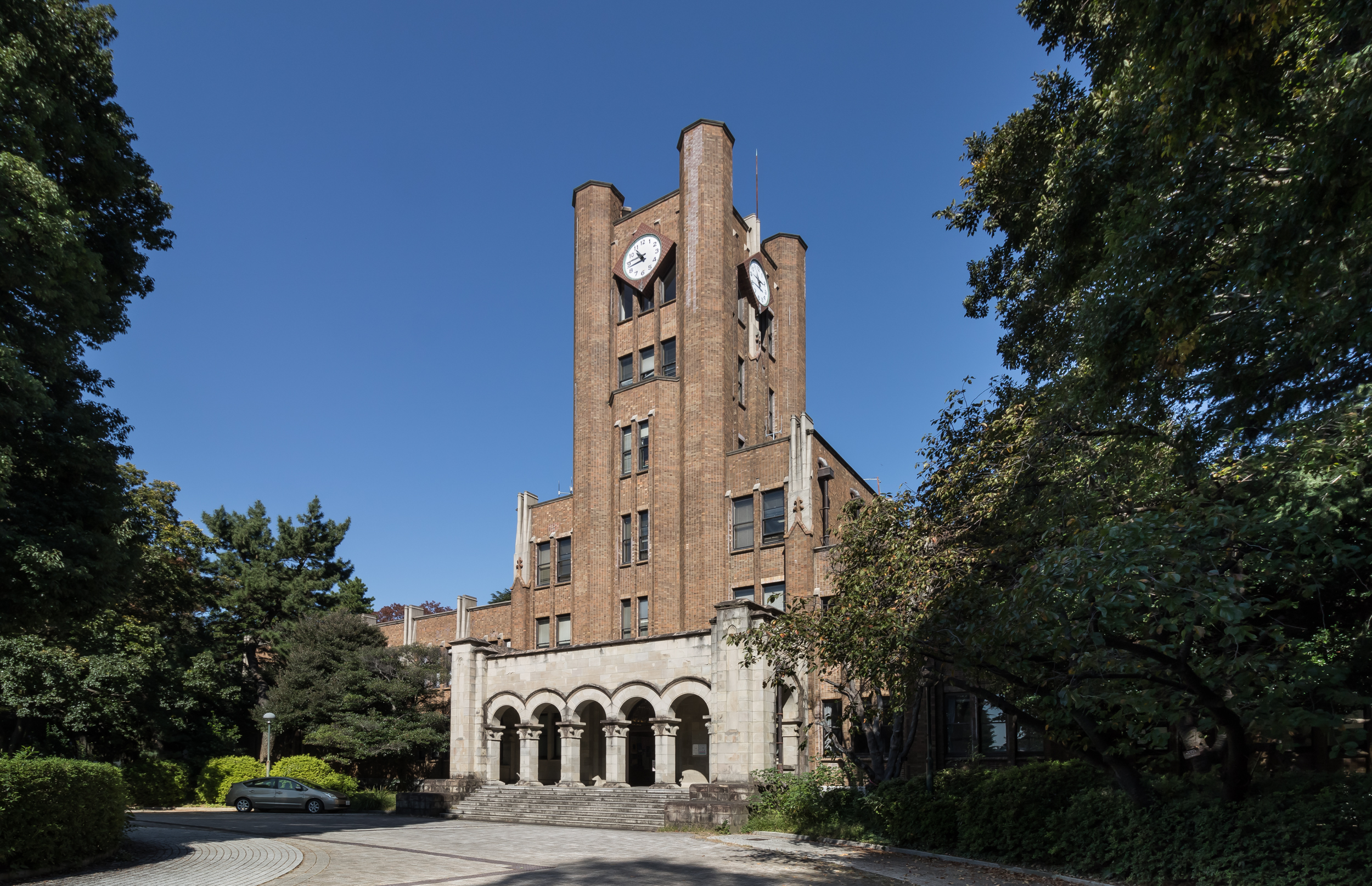
駒場Iキャンパス1号館（時計台）

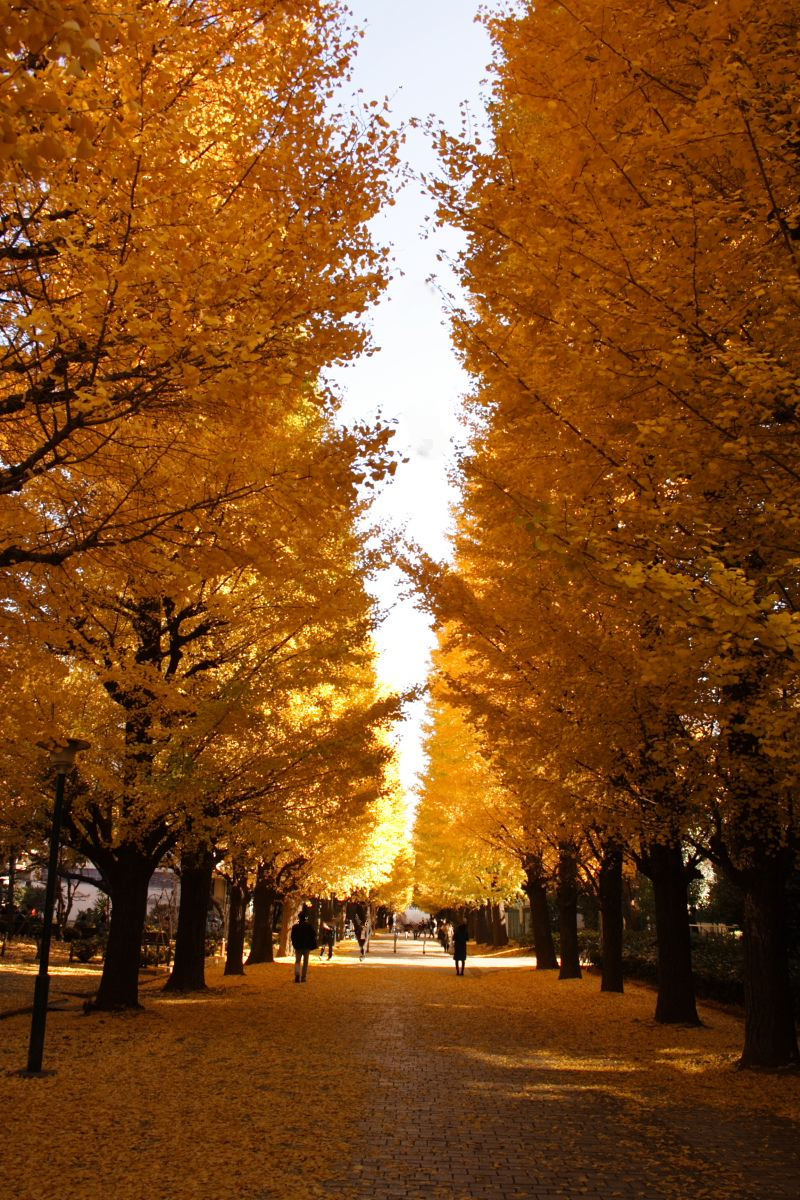
駒場Iキャンパスの銀杏並木

教養学部附属教養教育高度化機構、総合文化研究科附属グローバル地域研究機構、保健センター（駒場支所）
交通アクセス
- 京王井の頭線駒場東大前駅東大口より徒歩0分
- 北緯35度39分36.4秒 東経139度41分4.8秒 / 北緯35.660111度 東経139.684667度

駒場Iキャンパスは教養学部があり、学部前期課程の全学生が学ぶ。理学部数学科は本郷キャンパスにあったが数理科学研究科の発足に伴い駒場へ移転した。
利用者は20歳未満が多いため、特定の喫煙所を除き禁煙である。講義室で大量ビラ撒き、生協前でサークル勧誘活動、駒場Iキャンパスのメインストリートである銀杏並木の立て看板、学期開始時の大教室講義の立ち見など、東大の他キャンパスにない独特の雰囲気がある。国際的なキャンパスを目指して留学生比率が東大のキャンパスの中で最も高い。
駒場Iキャンパスは、正門を入って正面に時計台（教養学部1号館）が位置してキャンパスを代表する景観となっていたが、背後に高層の教養学部18号館が建設されて本郷キャンパスの安田講堂と同様に景観が破壊された、の意見も散見される。
駒場寮の跡地に建設された新しい施設「東京大学駒場コミュニケーション・プラザ」は、大学生協、多目的教室、和室、身体運動実習室、音楽実習室などがある。この施設はPFI事業で建設され、2006年4月に北館、10月に南館と和館それぞれが開館した。
キャンパスの西側に旧物理倉庫と俗称される築80年以上を経過したサークル棟が存在し、東京大学運動会アメリカンフットボール部「東京大学ウォリアーズ」や美術サークルなど多くのサークルが利用していたが、2010年3月に取り壊された。
キャンパス南東部の数理科学研究科棟の近くに矢内原公園と俗称される小公園があるが、かつてこの付近に通用口「矢内原門」があった。現在は「矢内原門跡」の石碑がある。
キャンパス東部にある池は、学生の間で本郷キャンパスの三四郎池に倣い、「一二郎（浪）池」などと呼ばれていた（最近になって構内の一部の案内板にも「一二郎池」と記載されるようになった）が、2008年12月に学内公募によって正式名称が「駒場池」、愛称が「一二郎池」と決定された。この池の周辺はこれまで立入禁止になっていたため、池の存在はあまり知られていなかったが、現在遊歩道を整備中である。この池には「入学前に一人で見ると浪人する」や「入学後に一人で見ると留年する」などジンクスがある。

## 駒場IIキャンパス
使用学部：なし
使用研究科

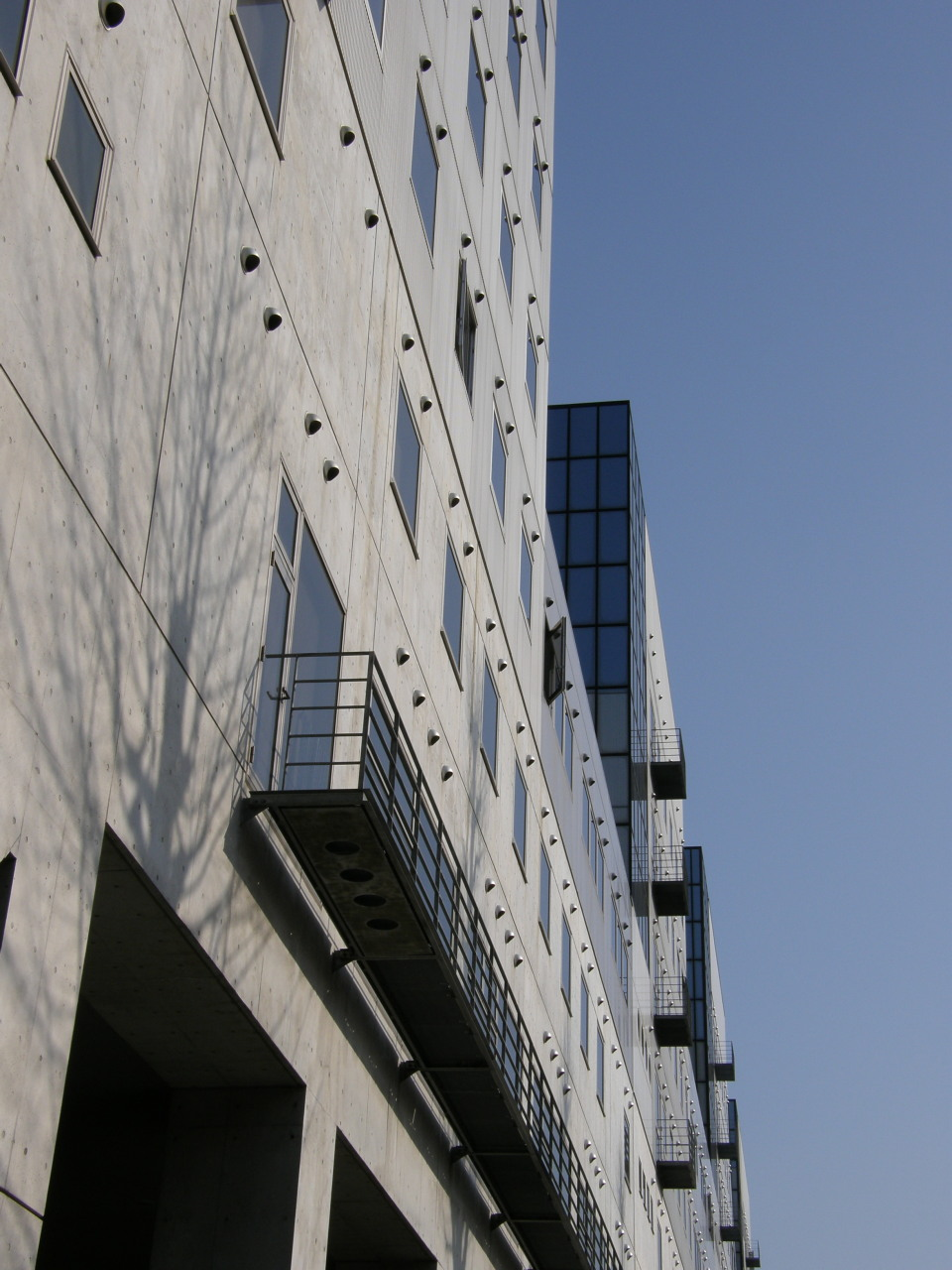
駒場リサーチキャンパス内の研究棟。建物のモダンなデザインは京都駅の設計でも知られる原広司によるもの。

工学系研究科の一部の専攻の研究室（大学院学生も配属されている）
使用附属施設
生産技術研究所、先端科学技術研究センター
交通アクセス
- 小田急小田原線・ 東京メトロ千代田線代々木上原駅より徒歩12分
- 小田急小田原線東北沢駅より徒歩7分
- 京王井の頭線駒場東大前駅西口より徒歩10分
- 京王井の頭線池ノ上駅より徒歩10分
- 北緯35度39分47.7秒 東経139度40分41.2秒 / 北緯35.663250度 東経139.678111度

「駒場リサーチキャンパス」とも呼ばれる。駒場Iキャンパスとは直接は隣接していない。駒場に農学部が置かれていた時期には、駒場Iキャンパスだけでなく、駒場IIキャンパスも両キャンパスに挟まれた駒場公園も農科大学の敷地（農場）であった。現在の駒場公園敷地は、1935年の旧制第一高等学校移転に先立ち1926年、前田家の邸宅地となった。
1923年の関東大震災後、被災した越中島の東京帝国大学航空研究所が駒場IIキャンパスの敷地へ移転した。当時、日本海軍の零式艦上戦闘機の開発にも使用された大型風洞が現在も残されている。
1964年に東京大学航空研究所が改組し、東京大学宇宙航空研究所が設置された。同研究所は1981年に文部省所管の宇宙科学研究所（ISAS。現：宇宙航空研究開発機構 (JAXA)・宇宙科学研究所）に改組されたが、1989年に相模原キャンパスへ移転するまでは当地に本拠を置いた。
1987年に先端科学技術研究センターが設置された。
2001年に生産技術研究所が六本木から駒場IIキャンパスへ移転した。現在は先端工学系研究施設のキャンパスとなっている。